# Salouël
Salouël – miejscowość i gmina we Francji, w regionie Hauts-de-France, w departamencie Somma.
Według danych na rok 1990 gminę zamieszkiwało 3679 osób, a gęstość zaludnienia wynosiła 803 osoby/km² (wśród 2293 gmin Pikardii Salouël plasuje się na 54. miejscu pod względem liczby ludności, natomiast pod względem powierzchni na miejscu 915.).